# Galleta

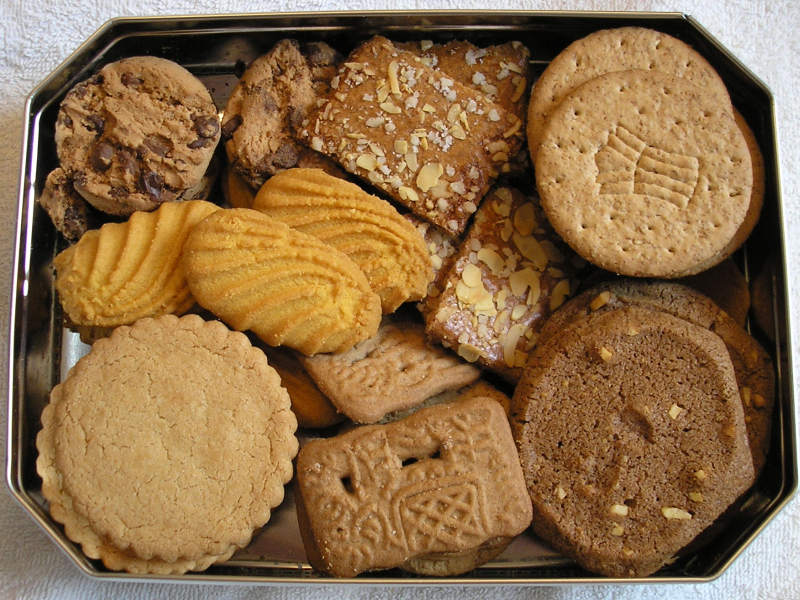
Surtido de galletas en lata.

La galleta (del francés galette) es una preparación culinaria de pequeño tamaño, dulce, salada o agridulce, horneada y hecha normalmente a base de harina de trigo, huevos, azúcar, mantequilla o aceites vegetales o grasas animales. Puede incluir más ingredientes como otros cereales, pasas, frutos secos, chocolate, saborizantes como la vainilla, el amaranto y el coco entre muchos otros. Pertenece a la repostería.

## Etimología
La palabra galleta viene de la palabra francesa galette, un pastel redondo de poco espesor. El sustantivo procede del antiguo idioma normando gale que designaba un pastel plano, y adoptó la forma femenina de galet(guija) por su forma redonda.

## Ingredientes

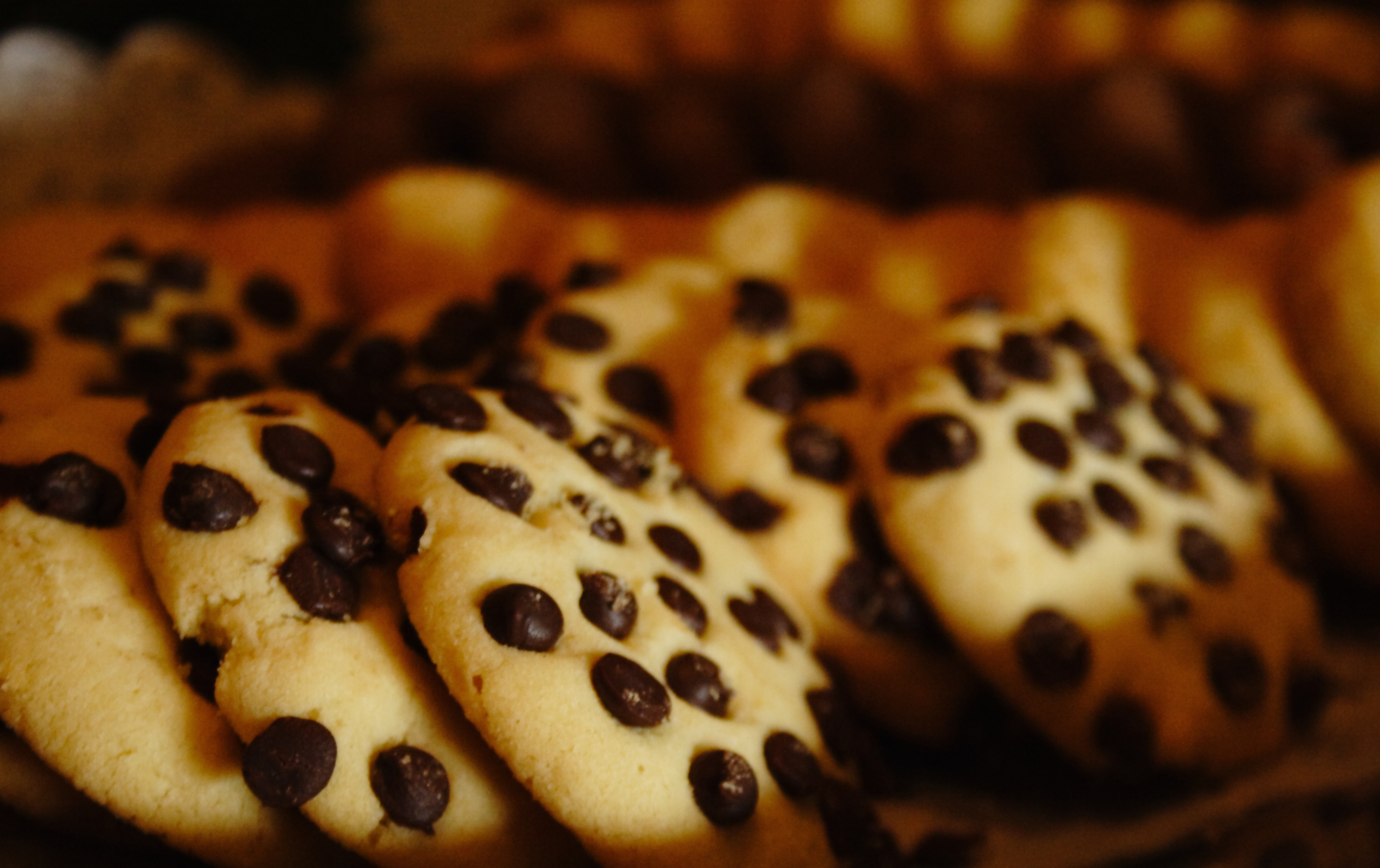
Galletas con pepitas de chocolate.

En la actualidad existe una gran variedad de galletas que difieren entre sí tanto en sus ingredientes, como en su proceso de cocción y en los instrumentos de corte y moldeo utilizados, incluso el modo de preparación
Los ingredientes más habituales son la harina de trigo blando, azúcar, sal, huevos, mantequilla, lecitina, antiaglutinante, bicarbonato sódico y agua. Sin embargo, las galletas ultraprocesadas de origen industrial suelen llevar aceites vegetales en lugar de huevos o mantequilla.
Para algunas galletas es preciso que haya un cierto desarrollo del gluten, mientras que para las que se desee que sean fácilmente desmenuzables y prácticamente sin elasticidad no hace falta desarrollar más gluten. El alto contenido en azúcares, el bajo contenido en agua y el PH alto (debido al bicarbonato) dificultan la formación de gluten. Los esponjantes (bicarbonato sódico y amónimo, diversos fosfatos...) se utilizan para proporcionar un mayor volumen al producto. Tras homogeneizar la mezcla, darle forma y hornearla el contenido de agua de las galletas está entre el 2 y el 5%.

## Historia

### Galletas para viajes
La necesidad de alimentos nutritivos, fáciles de almacenar, fáciles de transportar, y de larga duración para los viajes largos, en particular para las travesías marítimas, se resolvió inicialmente mediante la adopción de alimento vivo, junto con un carnicero/cocinero. Sin embargo, esto ocupaba demasiado espacio en transportes de tracción animal o en barcos pequeños. Por ello, los primeros ejércitos recurrían a la caza y al forrajeo en sus desplazamientos.
La introducción de la cocción de los cereales procesados y la creación de la harina proporcionaron una fuente alimenticia más fiable. Los marineros egipcios realizaban un pan plano y quebradizo de mijo llamado pastel dhourra, mientras que los romanos crearon una galleta llamada buccellum. El libro de cocina romano Apicius la describe como "una pasta espesa de harina de trigo fina; se hierve y se extiende en una placa. Cuando se ha secado y endurecido, se corta y luego se fríe hasta que esté crujiente y luego se sirve con miel y pimienta".
Muchos de los primeros médicos creían que la mayoría de los problemas médicos estaban asociados con la digestión. Por lo tanto, sugerían el consumo de una galleta al día tanto para el sustento alimenticio como para evitar enfermedades.
Las galletas duras se ablandan a medida que envejecen. Para resolver este problema, los primeros panaderos intentaron crear una galleta lo más dura posible. Por ser duras y secas, y si se almacenaban adecuadamente para su transporte, las galletas de las flotas sobrevivían a la manipulación brusca y a las altas temperaturas. Al ser endurecida al horno, se podía mantener sin echarse a perder durante años, siempre y cuando se mantuviera seca. Para viajes largos, la galleta se cocía cuatro veces, en lugar de dos, que era lo más común. Para suavizar galleta para comerla, a menudo se sumergía en salmuera, café o algún otro líquido, o eran cocidas en una sartén con la comida.
En 1588 en la Marina Real Británica, la cantidad diaria a bordo de un buque de la Marina Real era una libra de galletas más un galón de cerveza. Samuel Pepys regularizó en 1667 por primera vez el avituallamiento naval con variadas y nutritivas raciones. Durante el reinado de la Reina Victoria, la galleta de la Marina Real era hecha a máquina en el Real Taller de Avituallamientos de Clarence en Gosport, Hampshire, llevando estampado el monograma de la Reina y el número del horno en el cual fueron horneadas. Las galletas continuaron siendo una parte importante de la dieta de los marineros de la Marina Real hasta la introducción de los alimentos enlatados. Las primeras conservas de carne se comercializaron en 1814 y la carne vacuna enlatada fue añadida oficialmente a las raciones de la Marina Real británica en 1847.

### Confección de las galletas

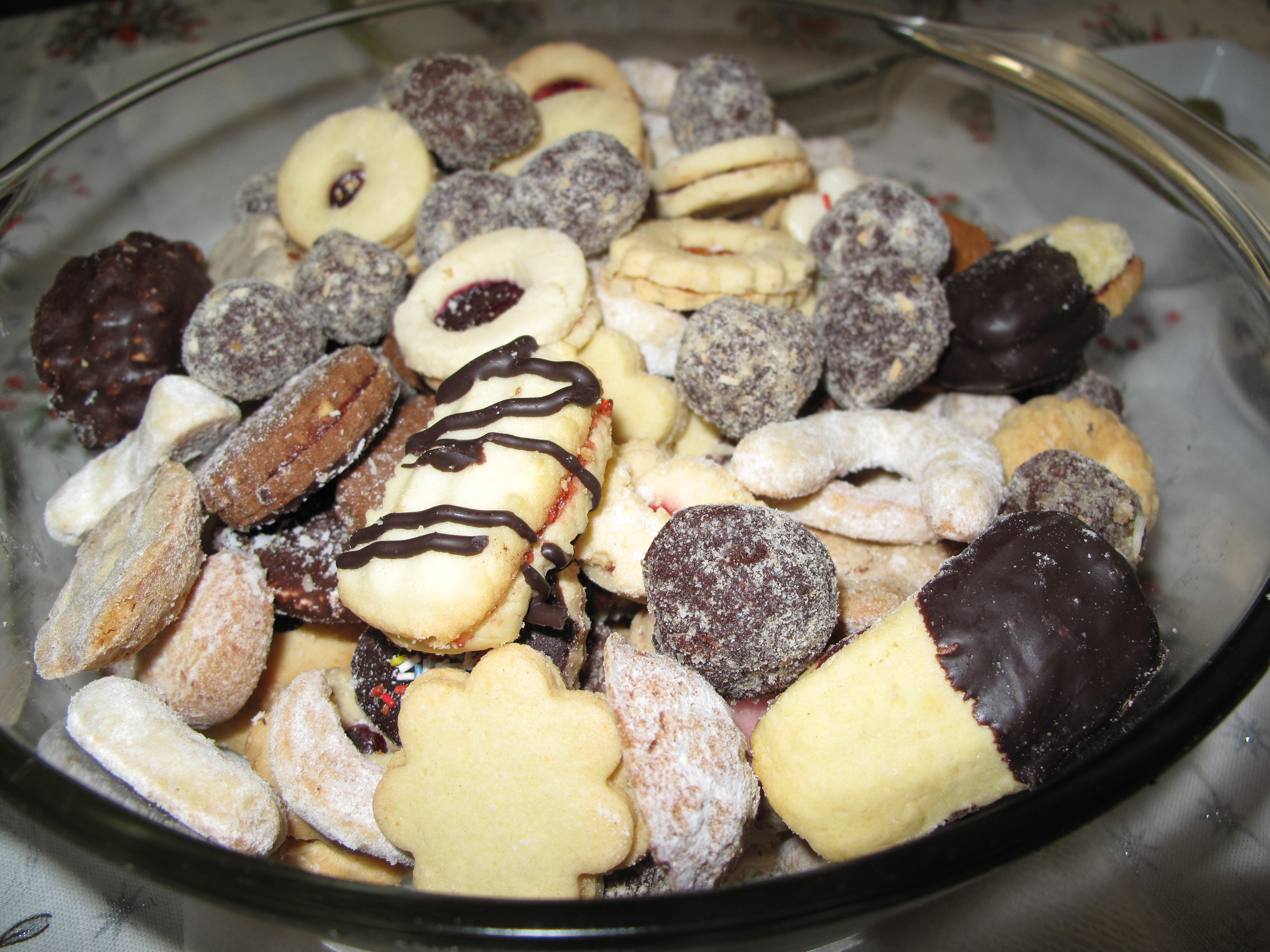
Un plato lleno de galletas de panadería.

Las primeras galletas eran duras, secas y sin azúcar. A menudo eran cocidas después del pan, en el horno de una panadería cuando estaba ya enfriándose. Eran una forma barata de sustento para los pobres.
En el siglo VII d. C. los cocineros del imperio persa ya habían aprendido de sus antepasados las técnicas de calentamiento y cómo enriquecer las mezclas a base de pan con huevos, mantequilla y crema, y a endulzarlas con frutas y miel.
Una de las primeras galletas especiadas era el pan de jengibre, en francés pain d'épices, que significa "pan de especias". Fue traída a Europa en 992 por el monje armenio Gregorio de Nicópolis. Él dejó Nicópolis Pompeii, en Armenia Menor, para vivir en Bondaroy, Francia, cerca de la ciudad de Pithiviers. Se quedó allí durante siete años y enseñó a los sacerdotes franceses y a los cristianos cómo cocinar pan de jengibre. Este fue originalmente un denso pastel de especias con melaza. Como era tan caro de hacer, las primeras galletas de jengibre eran una forma barata de utilizar la mezcla de pan sobrante.
Con la invasión musulmana de la península ibérica, y luego con las Cruzadas y el desarrollo del comercio de las especias, las técnicas de cocina e ingredientes de Arabia extendieron hacia el norte de Europa. En la Edad Media las galletas se hacían a partir de una pasta de pan decorada y condimentada y luego horneada (por ejemplo, pan de jengibre), o de pan cocido enriquecido con azúcar y especias y luego horneado de nuevo. El rey Ricardo I de Inglaterra (también conocido como Ricardo Corazón de León) trajo de la Tercera Cruzada (1189 a 1192) el "biskit muslin", que era un compuesto de harina mezclada con cebada, centeno y harina de frijoles.
La fabricación y la calidad del pan estuvo controlada hasta entonces, por lo que la preparación de la galleta estaba encomendada a los gremios de artesanos. A medida que comenzó el suministro de azúcar y el refinamiento y la entrega de harina aumentó, también lo hizo la capacidad para degustar los productos alimenticios que requerían una producción más pausada, incluyendo las galletas dulces. Existen escritos del monasterio de Vadstena que narran cómo las monjas suecas horneaban pan de jengibre para aliviar la digestión en 1444. El primer comercio documentado de galletas de jengibre fue en el siglo XVI, cuando se vendían en las farmacias de los monasterios y en las plazas donde estaban los mercados de agricultores en la ciudad. El pan de jengibre se convirtió en un producto ampliamente disponible en el siglo XVIII. Las empresas británicas de galletas de McVitie, Carr, Huntley & Palmer, y Crawford se fundaron en 1850.

## Usos en distintos países
Junto con otros productos del campo locales, como la carne y queso, muchas regiones del mundo tienen su propio estilo distintivo para la galleta, debido a la importancia histórica de esta forma de alimentos.

### Galleta, galletita, masita
En Argentina, Paraguay y Uruguay a lo que en otras partes se conoce como galletas se las llama galletitas o masitas. La diferencia entre estas dos categorías viene dada por el tipo de masa y el proceso de elaboración utilizado, pudiendo ser tanto unas como otras saladas o dulces (simples o rellenas, cubiertas con chocolate/azúcar/caramelo, etc).
En el caso de Argentina, en gran parte del país, principalmente en Buenos Aires y provincias del sur, se utiliza casi exclusivamente el término galletitas, en el resto en cambio no se hace diferencia entre las dos clases de masas.
En la zona del Río de la Plata se llama galletas a las galletas saladas como la galleta marina y la malteada uruguaya. También existe la galleta de campaña o galleta librito, por su forma que recuerda a un acordeón, es elaborada con grasa, y tiene una corteza dura como la de una galleta, pero un interior esponjoso tal como un pan.

## Tipos

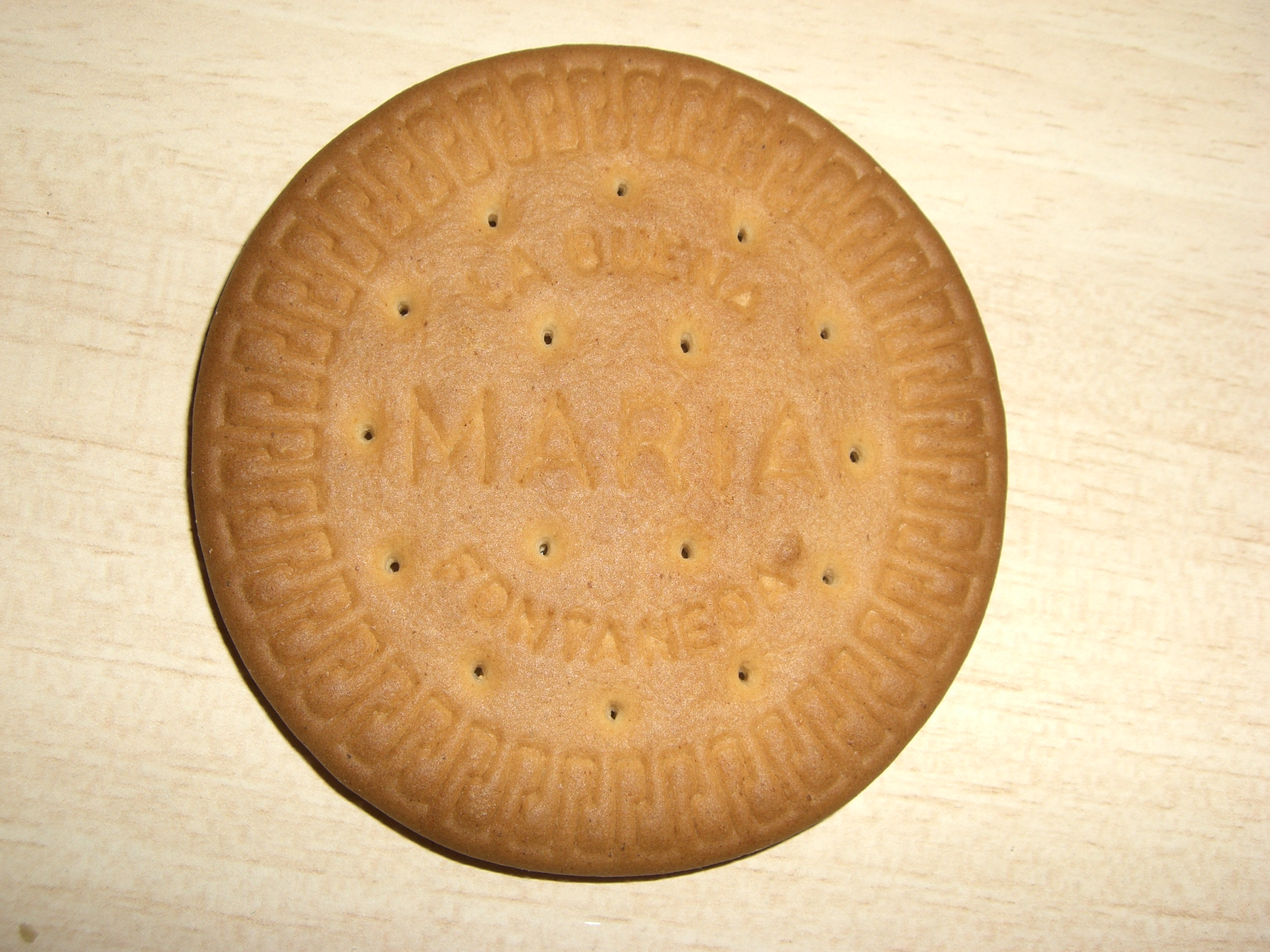
Galleta tipo María.

Existen infinidad de tipos de galletas según su forma de preparación o según sus ingredientes, por ejemplo:
- Galleta maría: galleta redonda tradicional en España y algunos países de América Latina.
- Galleta rellena: están hechos de una masa de galletas llenado con un relleno de fruta o de confitería antes de hornear.
- Galleta de soda: en un cracker fino y normalmente cuadrado hecho de harina blanca, grasa alimentaria, levadura y as con sal gorda (en Cuba existe variante espolvoreada con ajonjolí).
- Oblea: galleta fina con una o varias capas de relleno, también llamada wafer.
- Cookie: (término anglosajón para referirse a la galleta): la chocolate chip cookie con virutas de chocolate, muy común en EE. UU. Un ejemplo es la Chips Ahoy de Nabisco.
- Galleta marina: Galleta de tipo salado crujiente y fina que por lo general, presenta varias perforaciones pequeñas, y se utiliza en comida marina dicho el nombre en platillos con mucha cantidad de picante, en porciones de proteínas grandes (cubos o enteros) ya sea pulpo Camarón o atún, como también en platillos cremosos dicho así por la cantidad de soya y mos (segregación de pulpo y atún)
- Pretzel o lacito: tipo de galleta, tradicionalmente salada, con forma de nudo.
- Galleta de la fortuna: cierto tipo de galleta que se puede adquirir en restaurantes orientales, que contiene un mensaje de fortuna.
- Abanico: galleta fina de mantequilla que al doblar la masa da una forma de abanico.

Es muy común en algunos países (como por ejemplo Venezuela) llamar galletas por extensión a los crackers.[cita requerida]

## Influencia sobre la salud
El consumo excesivo de galletas, debido a su alto contenido en azúcar, harinas refinadas y aceites vegetales industriales y a que se trata de un alimento hiperpalatable y poco saciante (sobre todo si son ultraprocesadas), puede provocar obesidad, diabetes y otras enfermedades.

## Otros usos del término
- La Real Academia Española señala también otras acepciones del término.
- La galleta puede ser también el "carbón mineral lavado y clasificado, cuyos trozos han de tener un tamaño reglamentario comprendido entre 25 y 45 mm".[15]
- Coloquialmente también se llama galleta al cachete o bofetada.[15]
- En el mar, se habla de galleta también como un "disco de bordes redondeados en que rematan los palos y las astas de banderas" y como el "escudo de la gorra del marino".[15]
- En el lenguaje militar sería el "disco con que se sustituyó el pompón en el chacó y morrión militares, y que llevaba en la parte anterior el número del regimiento" y "colgar la galleta" sería una expresión usada para "pedir el retiro o la separación de la Armada".[15]
- En Argentina y Venezuela se llama galleta coloquialmente al embotellamiento de tráfico.[15]
- En Chile también se llama galleta al "pan bazo para los trabajadores del campo".[15]
- En El Salvador y Paraguay se llama galleta también al "bollo de pan con costra unas veces ligeramente dura y otras crocante".[15]
- En El Salvador es también un "ladrillo pequeño y delgado" o una "compresa higiénica".[15]
- En Venezuela se llama galleta también al embrollo.[15]
- En Cuba se llama también galleta al hombre casado o a la persona de edad avanzada.[15]
- El término galleta también puede hacer referencia a una vasija pequeña con un caño torcido para verter el licor que contiene.[15]
- En Argentina y Uruguay puede hacer referencia a una de las formas del mate, recipiente sin asa hecho con una calabaza que se emplea para tomar mate, específicamente la que tiene forma chata y redonda.[15]
- También se llaman archivos galleta o cookies a los que se acumulan en los espacios lógicos del disco duro a medida que se navega por Internet. Suelen poseer datos guardados como el inicio de sesión.